# Палац Воловичів
 Палац Воловичів  — один з найкращих палаців доби класицизму кінця 18 ст. на теренах сучасної Білорусі. Розташований на кордоні з Польщею в Гродненській області.

## Історія створення
Власник маєтку Антон Волович побудував палац за проектом італійського архітектора Джузепе де Сакко. Був обраний новомодний стиль класицизм. Будівництво закінчили 1779 року.
В архітектурі Західної Білорусі довго утримував свої позиції стиль бароко. Відгомоном стилю бароко в архітектурі палацу Воловичів стали лучкові, заокруглені фронтони, напівциркульні галереї і флігелі, що утворювали парадний двір — курдонер. Садиба мала всі ознаки садово-паркового ансамблю, бо разом з палацом вибудували каплицю та розпланували пейзажний парк зі ставками та каналами, вибудували оранжерею, створили пасіку.

## Палац
Архітектурною домінантою був двоповерховий палац, що мав три ризаліти на головному фасаді. Палац височив над одноповерховими галереями також завдяки даху з переломом — ще одним відгомоном стилю бароко. Перший поверх палацу наскрізно прорізаний коридором, що переходить в галереї і зручно пов'язує усі будівлі зсередини. Парадним був другий поверх, де були створені інтер'єри з ліпленими та мальованими оздобами (вазони, античні скульптури, класичні пейзажі). Є свідоцтва, що меблі теж створювали за проектами Джузеппе де Сакко, а доповнювали зразками барокової доби. Серед оздоб палацу були і каміни. В створенні інтер'єрів також брали участь художники декоратори — Т. Маньковський та А. Смуглевич.

## Каплиця

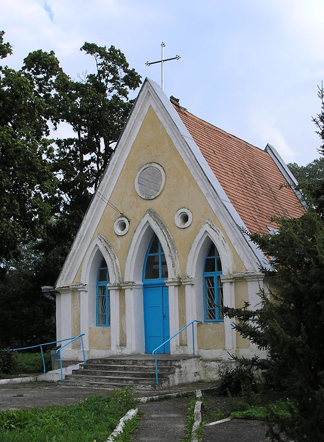
Каплиця

Каплиця вибудована окремо й (за висновками дослідників Білорусі) має дещо винятковий лад. Вона створена у 1889 р. в стилі неоготика. Головний фасад прорізаний трьома стрілчатими отворами, всередині — портал, два бічні — вікна. Каплиця має високий, готичний, двосхиловий дах без сигнатурки.

## Історія у 19-20 ст
Наприкінці 19 ст. нащадок Волович програв родинний маєток Гурському. В 20 ст. від Гурських за значні борги палац перейшов у власність — польської держави. Аби врятувати палац, тут розмістили наркологічний диспансер для польської богеми.
За часів СРСР тут мешкав туберкульозий санаторій. Після виведення санаторію — комплекс стояв пусткою і ніяк не використовувався. Але будівлі охороняли, що не заважало занепадати комплексу. Інтер'єри загинули раніше під час перепрофілювання споруд під медичні заклади.
Садово-парковий ансамбль «Святськ» був виставлений урядом Білорусі на аукціон, але покупця в країні не знайшлося. За наказом уряду, ансамбль передано до складу Національного банку Білорусі для створення готельного та представницького закладу з зобов'язанням повної реставрації.
Палацово-парковий комплекс «Святськ» внесено до Державного реєстру історико-культурних пам'яток Білорусі.